# Alsókomaróc
Alsókomaróc (szlovákul: Komárany) község Szlovákiában, az Eperjesi kerület Varannói járásában.

## Fekvése
Varannótól 5 km-re északnyugatra, a Tapoly bal oldalán fekszik.

## Története
A falu területén már a kőkorszakban laktak emberek. Ezt bizonyítják a 20. század második felében előkerült leletek, melyek az i. e. 4. évezredből és az i. e. 2. évezred második feléből származnak. De kerültek elő leletek a 9. századból, a Nagymorva Birodalom időszakából is.
A mai falu a régészeti leletek alapján a 11. században keletkezhetett, a 13. század végén a Rozgonyi családé, temploma pedig a 14. század előtt épült. A települést csak 1303-ban említik először, majd 1332-ben a pápai tizedjegyzékben is megtaláljuk a falu Péter nevű papját. A 14. század közepén egy Gecse nevű köznemes birtoka. 1429-ben már Pap János a birtokos és a család a 16. századig birtokos is marad a településen. 1548-ban Oroszy Demeter és Szomory János a tulajdonosok. A Báthoryak 1585-ben szereznek birtokot a faluban, melyet a csicsói uradalomhoz csatolnak. A 17. században a Nádasdy, Nyáry, Eszterházy és a Drugeth családok tulajdonában találjuk. 1600-ban a településen a bíró házán kívül 20 parasztház, kúria, iskola, plébánia és templom volt. 1715-ben Komarócon 10 lakatlan és 9 lakott ház állt, közülük 6 parasztház és 3 zsellérház. 1774-ben Mária Terézia urbáriumában 37 ház szerepel, közülük 22 parasztház. A falu birtokosai a Barkóczy és Forgách családok.
A 18. század végén Vályi András így ír róla: „KOMARÓCZ. Elegyes falu Zemplén Várm. földes Urai G. Forgách, és több Uraságok, lakosai külömbfélé, fekszik a’ Sókúti járásban, határja hasonló Tót Izsép vagy Tót Isztreb határjához, vagyon 5 kerekű malma is.”
1828-ban 53 házában 396 lakos élt. A falut 1831-ben súlyos kolerajárvány sújtotta.
Fényes Elek 1851-ben kiadott geográfiai szótárában így ír a faluról: „Komarócz, (Komarjáni), tót falu, Zemplén vmegyében, szép rendben épült házakkal, mellyek közt kőből épültek is láthatók: 90 romai, 160 g. kath., 60 evang., 15 zsidó lak., r. kath. fiók-templommal. Határa 1100 hold, mellyből 5 4/8 telek és 12 zsellér után van 190 h. szántóföld, 50 h. rét, majorsági szántó 200 h. és 100 h. rét; erdeje 400 hold, a többi cserjés legelő. Volt itt azelőtt vagy 40 kapás szőlő is. Földének 2/3-a lapályon feküdvén, ha megtrágyáztatik jó buzát és tavaszit terem. A Tapoly vizén kivül van egy patakja, melly a helység utczáját iszapolja. Hajdan volt a Tapolyon 5 kerekü hires malma, most csak helye látszik. Kőbányája jó épületköveket szolgáltat. Birják néhai Závody Pál özvegye, most Podhajeczky Sándor neje, gr. Forgách család és Dienes István. Ut. p. Eperjeshez 4, Varanóhoz 3/4 óra.”
1870-ben 325 lakosa volt.
Borovszky Samu monográfiasorozatának Zemplén vármegyét tárgyaló része szerint: „Alsókomarócz, tapolymenti tót kisközség. 56 házat számlál és 331 lakosa van, kiknek nagyobb része római katholikus. Postája, távírója és vasúti állomása Varrannó. A Komoróczi Pap család ősi fészke, a hol 1429-ben már Pap János a földesúr. 1548-ban Oroszy Demetert és Zomory Jánost, 1585-ben a Czeglédi Byzon családot iktatják némely részeibe, de az 1598-iki összeírás csak Báthory Istvánt említi birtokosául. Utána Rácsay Ferenczet találjuk itt. Az újabb korban, a mogyorósi vár tartozékaként, gróf Forgáché és a Barkóczyaké lett. Kivülök még a báró ’Sennyeyek, a mult században pedig Závody Lajos, Dienes István, Podhajetzky Sándor és Czibur András bírták. Most a Dienes Lajosé és Czibur Vilmosé. Hajdan higany-bányája volt, melyet azonban a víz elöntött. 1663-ban a pestis, 1831-ben a kolera látogatta meg, s lakosai részt vettek a parasztlázadásban. 1893-ban a Tapoly áradása okozott nagy kárt. Egy újabbkorbeli úrilak van itt, mely a Czibur Vilmosé. Róm. kath. templomának építési ideje meg nem állapítható.”
1920 előtt Zemplén vármegye Varannói járásához tartozott.

## Népessége
| Év:            | 1994. | 2004.   | 2014.   | 2024.   |
| -------------- | ----- | ------- | ------- | ------- |
| Emberek száma: | 491   | 496     | 484     | 510     |
| Eltérés:       |       | +1,01 % | -2,41 % | +5,37 % |

| Év:            | 2023. | 2024.   |
| -------------- | ----- | ------- |
| Emberek száma: | 506   | 510     |
| Eltérés:       |       | +0,79 % |

1910-ben 302, túlnyomórészt szlovák lakosa volt.
2001-ben 500 lakosából 482 szlovák és 17 cigány volt.
2011-ben 474 lakosából 452 szlovák és 7 cigány.

## Nevezetességei
- Szent Mihály tiszteletére szentelt római katolikus temploma a 14. században már állt. Eredetileg gótikus stílusú, a 18. században átépítették.
- Görögkatolikus temploma és evangélikus temploma modern épület.